# Georgi Trajkow
Georgi Trajkow, (auch Georgi Traikow, oder Georgi Traykoff geschrieben) eigentlich Georgi Trajkow Girowski, (bulgarisch Георги Трайков Гировски; * 8. April 1898 in Werbeni; † 14. Januar 1975 in Sofia) war ein bulgarischer Politiker.

## Leben
Trajkow trat 1919 dem Bulgarischen Bauernvolksbund bei. Während des Septemberaufstandes im Jahr 1923 führte er Bauern in der Region um Warna. Er wurde verhaftet, jedoch 1924 wieder freigelassen. Trajkow übernahm die Funktion des Sekretärs des Bulgarischen Bauernjugendbundes. Es folgten weitere Verhaftungen. Im Jahr 1943 gehörte er zu den Gründern des lokalen Ablegers des Vaterländischen Frontes in Warna und werde dessen Vorsitzender. Von 1945 bis 1947 war er Vorsitzender des Verwaltungsrats des Bauernvolksbundes. Außerdem war er Sekretär des Nationalrats der Vaterländischen Front.
Er übernahm 1946 das Amt des bulgarischen Landwirtschaftsministers, das er bis 1949 innehatte. Von 1949 bis 1964 war er erster Stellvertreter des Vorsitzenden des bulgarischen Ministerrats. Zwischen 1964 und 1971 war er Vorsitzender des Präsidiums der Volksversammlung, 1971/1972 Vorsitzender der Volksversammlung. Langjährig, von 1947 bis 1974, war er Sekretär des Bauernvolksbundes.
1972 wurde er erster Stellvertreter des Vorsitzenden des bulgarischen Staatsrates und Vorsitzender des Nationalrates gesamten Vaterländischen Front. Die Ämter hatte er bis November 1974 inne als beide Ämter von Petar Tantschew übernommen wurden. Im November 1974 wurde er zum Ehrenvorsitzenden er Vaterländischen Front ernannt.
Trajkow wurde mit dem Leninorden, dem Internationalen Lenin-Friedenspreis, als Held der Volksrepublik Bulgarien, als Held der Sozialistischen Arbeit sowie mit dem Orden Georgi Dimitrow ausgezeichnet.
Georgi Trajkow hatte drei Kinder – Haralambi, Evgeni und Bojan.